# Slovenj Gradec
Slovenj Gradec (njemački: Windischgrätz, Windischgraz, "Slovenski Graz) je grad i središte istoimene gradske općine u sjevernoj Sloveniji, u blizini granice s Austrijom. Grad pripada pokrajini Koruškoj i statističkoj regiji Koruška.

## Stanovništvo
Prema popisu stanovništva iz 2002. godine Slovenj Gradec je imalo 7.712 stanovnika.

## Znameniti ljudi
- Franc Ksaver Meško, slovenski rimokatolički svećenik, pjesnik i pisac, * 28. listopada 1874, (Gornji Ključarovci, župa Sveti Tomaž pri Ormožu), † 11. siječnja 1964, u bolnici u Slovenj Gradecu. Veći dio života bio je župnik u Selama kod Slovenj Gradeca.
- Ilka Štuhec, slovenska alpska skijašica
- Iztok Puc, rukometaš, dobitnik zlatne olimpijske medalje

## Vanjske poveznice
- Službena stranica općine  Arhivirana inačica izvorne stranice od 9. prosinca 2010. (Wayback Machine)
- Satelitska snimka grada  Arhivirana inačica izvorne stranice od 29. srpnja 2017. (Wayback Machine)